# NOAD in het seizoen 1954/55
Het seizoen 1954/1955 was het eerste jaar in het bestaan van de Tilburgse betaaldvoetbalclub NOAD. De club kwam uit in de Eerste klasse C en eindigde, na een beslissingswedstrijd tegen Haarlem, op de negende plaats, dit betekende dat de club in het nieuwe seizoen uitkwam op het hoogste voetbalniveau.

## Wedstrijdstatistieken

### Eerste klasse D(afgebroken)
|       | ADO   | Bleijerheide | Brabantia | D.F.C. | Eindhoven | Emma  | Feijenoord | Juliana | LONGA | MVV   | Sparta | SVV |
| ----- | ----- | ------------ | --------- | ------ | --------- | ----- | ---------- | ------- | ----- | ----- | ------ | --- |
| Thuis | –     | 3 – 1        | 4 – 1     | –      | 2 – 5     | –     | –          | 0 – 1   | –     | –     | –      | –   |
| Uit   | 0 – 0 | –            | –         | –      | –         | 5 – 0 | –          | –       | –     | 2 – 2 | 3 – 1  | –   |

### Eerste klasse C
|       | Alkmaar '54 | Blauw-Wit | EBOH  | Enschedese Boys | Feijenoord | GVAV  | Haarlem | Hermes DVS | Limburgia | N.E.C. | PSV   | Rapid JC | Vitesse |
| ----- | ----------- | --------- | ----- | --------------- | ---------- | ----- | ------- | ---------- | --------- | ------ | ----- | -------- | ------- |
| Thuis | 0 – 0       | 0 – 0     | 6 – 1 | 0 – 1           | 2 – 1      | 0 – 4 | 2 – 2   | 3 – 1      | 0 – 4     | 0 – 0  | 1 – 3 | 4 – 2    | 2 – 3   |
| Uit   | 1 – 1       | 1 – 4     | 1 – 1 | 0 – 5           | 2 – 1      | 2 – 2 | 0 – 1   | 0 – 0      | 1 – 1     | 0 – 2  | 2 – 1 | 3 – 1    | 1 – 1   |

#### Beslissingswedstrijd voor plaats 9
| Beslissingswedstrijd                                                                                 | NOAD                                            | 4 – 3 (2 – 2) | Haarlem                                           |
| 3 juli 1955 Plaats: Rotterdam Stadion Feijenoord Toeschouwers: 18.000 Scheidsrechter: Jan Bronkhorst | Jan van Leeuwen 15', 38' Theo de Wilde 85', 87' |               | 18' Wim Roosen 20' Piet Groeneveld 83' Bert Jacob |

## Statistieken NOAD 1954/1955

### Eindstand NOAD in de Nederlandse Eerste klasse C 1954 / 1955
| Stand | Gespeeld | Gewonnen | Gelijk | Verloren | Punten | Doelpunten voor | Doelpunten tegen |
| ----- | -------- | -------- | ------ | -------- | ------ | --------------- | ---------------- |
| 11e   | 8        | 2        | 2      | 4        | 6      | 12              | 18               |

### Eindstand NOAD in de Nederlandse Eerste klasse D 1954 / 1955 (afgebroken)
| Stand | Gespeeld | Gewonnen | Gelijk | Verloren | Punten | Doelpunten voor | Doelpunten tegen |
| ----- | -------- | -------- | ------ | -------- | ------ | --------------- | ---------------- |
| 9e    | 26       | 8        | 10     | 8        | 26     | 41              | 36               |

### Topscorers
| #                | Naam                      | Goal |
| ---------------- | ------------------------- | ---- |
| 1.               | Jan Meijer                | 14   |
| 2.               | Frits Louer               | 9    |
| 3.               | Tonny Mooy                | 7    |
| 4.               | Gerrit Verreijt           | 3    |
| 5.               | Jan van Leeuwen           | 2    |
| 5.               | Willie van Nieuwamerongen | 2    |
| 5.               | Jo Walhout                | 2    |
| 8.               | Frans Engels              | 1    |
| Eigen doelpunten |                           |      |
| –                | Jan Oosthoek (EBOH)       | 1    |
| Totaal           | Totaal                    | 41   |

| #      | Naam            | Goal |
| ------ | --------------- | ---- |
| 1.     | Jan van Leeuwen | 2    |
| 1.     | Theo de Wilde   | 2    |
| Totaal | Totaal          | 4    |

| #      | Naam                      | Goal |
| ------ | ------------------------- | ---- |
| 1.     | Frits Louer               | 5    |
| 1.     | Gerrit Verreijt           | 5    |
| 3.     | Willie van Nieuwamerongen | 1    |
| 3.     | Jo Walhout                | 1    |
| Totaal | Totaal                    | 12   |